# Édgar Hernández
Pour les articles homonymes, voir Hernández.
Édgar Hernández (né le 8 juin 1977) est un athlète mexicain spécialiste des épreuves de marche athlétique. 

## Carrière

### Palmarès
| Date | Compétition                   | Lieu     | Résultat | Performance     |
| ---- | ----------------------------- | -------- | -------- | --------------- |
| 2001 | Coupe panaméricaine de marche | Cuenca   | 1er      | 4 h 05 min 24 s |
| 2001 | Championnats du monde         | Edmonton | 3e       | 3 h 46 min 12 s |

### Records
| Épreuve              | Performance     | Lieu     | Date         |
| -------------------- | --------------- | -------- | ------------ |
| 50 kilomètres marche | 3 h 46 min 12 s | Edmonton | 11 août 2001 |